# Li Chi Pang
Li Chi Pang 李濟邦 (Cantón, 27 de septiembre de 1940 – Madrid, 23 de octubre de 2019) fue un pintor chino establecido en España.

## Biografía
A los catorce años comienza sus estudios de pintura con dos prestigiosos maestros: Chian Yu-Chung 蔣雲仲 y Chen Dan-Cheng 陳丹誠. También en 1954 participa en la Segunda Exposición Nacional de Arte en Taipéi. Tres años después continúa su formación estudiando con los ilustres pintores Lai Chin-Cheng 賴敬程 y Cheng Man-Ching, 鄭曼青 este último fue conocido como el  "Maestro de las Cinco Excelencias". 
En 1961 inaugura su propio estudio de pintura en Taipéi, Taiwán, que mantiene abierto durante siete años. En este periodo expone su trabajo individual en la Universidad de SooChow, donde obtiene la licenciatura en la carrera de Literatura. También participa en una exposición colectiva en la que muestra su trabajo y el de sus alumnos en el Chun San Tang de Taipéi. Como parte de sus estudios de Literatura viaja a Estados Unidos y una vez allí trabaja como restaurador en algunas galerías de arte de Nueva York.
En 1970 instala su residencia en Madrid, donde vive actualmente. Una vez en España realiza diversas exposiciones y demostraciones de pintura china en varias ciudades. En Madrid muestra su trabajo en el Colegio Mayor Siao Sin, la Escuela de Arte de Francisco Alcántara, el Colegio Mayor Nuestra Señora de África, los Centros Culturales de Coslada y Hoyo de Manzanares, el Centro Cultural Galileo, la sala Picasso de Colmenar Viejo y la escuela n.º 10 de Artes y Oficios de Madrid. También expone e imparte talleres en Badajoz, Figueres y la Universidad de Salamanca, la Escuela de Arte de Talavera de la Reina y la Escuela de conservación y restauración de Pontevedra, realiza demostración de pintura china en el Encuentro de Taijiquan de Madrid, que organiza anualmente la asociación Círculo del Retiro de Madrid.